# Fatima Massaquoi
Fatima Massaquoi-Fahnbulleh (Gendema, 1904 – Monròvia, 1978) fou una educadora pionera a Libèria, que realitzà importants contribucions dins l'àmbit cultural i social del país.
Nascuda a una família de la reialesa africana, Massaquoi va créixer a cura d'una tieta seva a Njagbacca, en el Garwula District del Grand Cape Mount de Libèria del sud. Als set anys, va tornar al Comtat de Montserrado, on va començar la seva educació. El 1922 va acompanyar el seu pare, un diplomàtic, a Hamburg, Alemanya, on va estudiar Medicina a la Universitat d'Hamburg, llicenciant-se el 1937. Es va mudar als Estats Units per estudiar Sociologia i Antropologia al Lane College, a la Universitat Fisk i a la Universitat de Boston. Durant aquesta estada va col·laborar en l'elaboració d'un diccionari de llengua vai i va escriure la seva autobiografia, encara que es va produir una batalla legal sobre els drets de la seva història. Va guanyar una ordre judicial que impedia que altres editessin la seva obra i va tornar a Libèria el 1946, on va començar a col·laborar per establir una universitat al país, que finalment esdevingué en la Universitat de Libèria.
Compromesa amb l'expansió i conservació de la cultural nacional, Massaquoi va treballar com a directora i més tard com a degana a la Universitat d'Arts Liberals i va ser directora fundadora de l'Institut d'Estudis Africans. Va ajudar a abolir la pràctica de canviar els noms africans per versions occidentalitzades i va treballar per aconseguir l'estandardització de l'escriptura vai. A finals dels anys 1960, Vivian Seton, filla de Massaquoi, va rebre el manuscrit autobiogràfic microfilmat de la seva mare per a la seva preservació. Després de la mort de Massaquoi, els seus escrits i notes van ser redescobertes, editades i publicades el 2013 sota el títol The Autobiography of an African Princess.

## Primers anys de vida i educació
Massaquoi va néixer a Gendema al districte de Pujehun al sud de Sierra Leone el 1904. Era filla de Momolu Massaquoi, qui el 1922 esdevindria cònsol de Libèria a Hamburg, Alemanya. El seu nom de naixement era Fatima Beendu Sandimanni, però es va ometre el de Beendu abans d'inscriure-la als registres oficials. El seu avi patern era el rei Lahai Massaquoi del Gallinas, i la seva àvia paterna era Reina Sandimannie (o Sandimani) de l'aristocràtica família vai de Sierra Leone; alhora era també rebesneta del rei Siaka de Gendema que governà sobre els Gallines al segle xviii.
Massaquoi va passar els seus primers set anys amb la germana del seu pare Mama Jassa, a Njagbacca, en el Comtat de Garwula, districte de Grand Cape Mount. Mentre una de les sis mullers del seu pare, Ma Sedia, va fer-li serioses ferides a les mans per una falta menor, causant-li un perllongat dolor durant la seva infància i afectant-li la capacitat per tocar el violí. Més tard es va convertir en una violinista molt competent, encara que les cicatrius van seguir cohibint-la fins i tot ja d'adulta. Després de l'escola elemental, va ser enviada a un internat a Julia C. Emery Hall, prop de Clay-Ashland, al comtat de Montserrado.

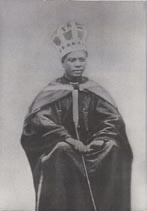
Momolu Massaquoi (c. 1905)

Momolu Massaquoi va intentar donar-li a la seva única filla d'entre homes, que a més era la seva favorita, la millor educació. La hi va portar amb ell a viure al consolat a Hamburg el 1922. Estudiant a la St. Anschar Höhere Mädchenschule ràpidament va dominar el alemany. Per recomanació de l'ama del consolat, Gertrude von Bobers, a qui estava molt aferrada, va passar un temps a Ginebra, Suïssa, el 1932, on va aprendre francès a l'École Supérieure et Secondaire. Va tornar el mateix any a Hamburg i va estudiar a la Helen Lange Schule, on va rebre el certificat d'estudis el 1935. Després va començar a estudiar Medicina a la Universitat d'Hamburg i es va graduar el 1937.
El seu nebot Hans Massaquoi, que va estar a Hamburg el mateix període, relata que «Tante Fatima» vestida exòticament amb roba africana, orgullosa mantenia els seus hàbits africans i parlava en vai. Un dels seus millors amics a Hamburg va ser el pianista Richard Heydorn, amb qui va oferir molts recitals. Heydorn era opositor al nazisme i quan va esclatar la Segona Guerra Mundial va ser enviat a Rússia i més tard se'l va reportar com desaparegut en acció. Ser part de la primera família diplomàtica negra a Alemanya sempre va ser un desafiament, però amb l'ascens del règim nazi, Momolu Massaquoi va començar a témer per la seguretat de la seva filla. Amb l'ajuda d'amics, va aconseguir enviar-la als Estats Units per evitar les restriccions imposades a les dones i les polítiques racials.

## Anys en els Estats Units
Només arribar als estats Units, Massaquoi va patir la segregació racial i les lleis Jim Crow dels Estats del Sur. Primer va assistir al Lane College, a Jackson, Tennessee, on es va graduar en Sociologia. Dos anys més tard va ingressar a la Universitat Fisk a Nashville, per estudiar dos mestratges, en Sociologia i Antropologia que va acabar el 1944. Va ser assistent del seu professor, Mark Hanna Watkins, en la seva comprensió de la llengua vai, cooperant amb ell en la compilació d'un diccionari de vai i, en morir el seu pare el 1938, va acceptar una beca com a assessora lingüística. Va donar classes de francès i alemany a Fisk i també se mantenia econòmicament donant classes de danses folklòriques africanes i europees, i de violí.
El 1940, Massaquoi va acabar escrivint un relat autobiogràfic dels seus primers anys com a nena d'una tribu, les experiències de la seva vida amb els europeus, la seva educació a Alemanya i Suïssa, i les impressions que tenia de Amèrica. Watkins li va dir que l'anglès del text era massa pobre per ser publicat, però més tard va afirmar en una carta de l'any 1944 que Massaquoi havia escrit la història degut a la seva insistència. Mentre esperava l'edició de la seva obra, Massaquoi va continuar ajudant a preparar un diccionari de la llengua vai, ensenyant dansa cultural i idiomes, però no estava contenta amb l'arranjament que li reportava una quantitat de diners molt petita. Quan va intentar recuperar el seu manuscrit, Watkins es va negar i va haver de demandar a la Universitat perquè se li tornés i evitar que es publiqués. El 1945, va obtenir una ordre judicial contra Watkins, Thomas E. Jones, president de la universitat, i la Universitat Fisk, que els prohibia publicar o rebre qualsevol report financer de la publicació de la obra. Massaquoi sentia que havien conspirat en contra seva perquè era estrangera i perquè presumien que no tenia forces per lluitar pels seus drets.
El 1946, estant a la Universitat de Boston, Massaquoi va completar l'edició de l'autobiografia, originalment titulada Bush to Boulevard: The Autobiography of a Vai Noblewoman. Gràcies als molts viatges que havia fet i a la seva educació, parlava diversos idiomes, almenys vuit i quatre dialectes tribals; a més dels materns vai i mende, parlava anglès que va aprendre a l'escola a Libèria, alemany pels seus molts anys a Hamburg i francès per la seva educació a Suïssa.

## Tornada a Libèria

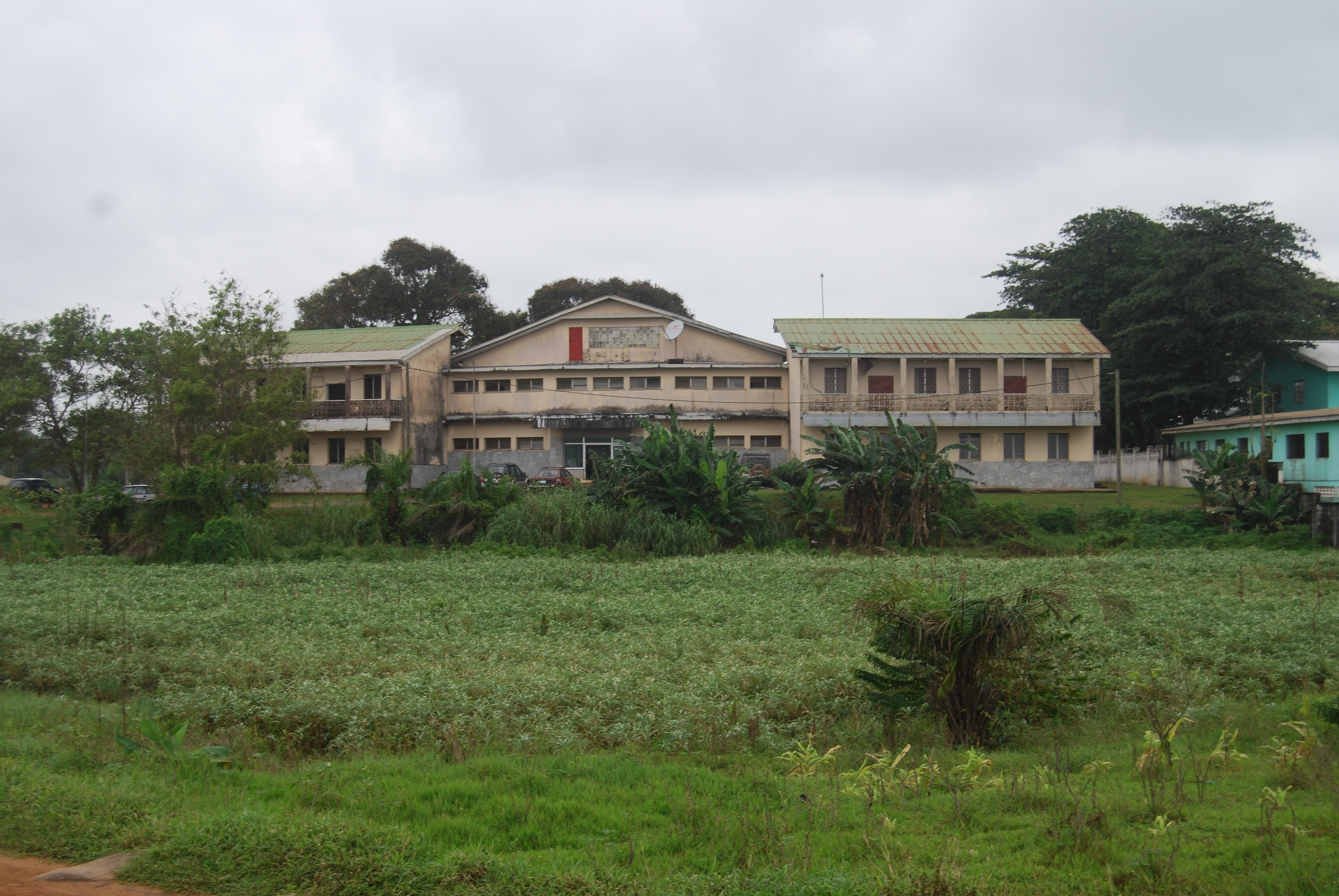
Universitat de Libèria, el 2009

Massaquoi va tornar a Libèria el 13 octubre 1946, per invitació del president William Tubman, per ajudar-lo a establir una universitat a Monròvia. Esdevingué professora de francès i ciències al Libèria College —antecessor la Universitat de Libèria— el març de 1947 i, el 1956, esdevingué directora, i després degana (1960) de l'Escola d'Arts Liberals i va ser cofundadora de la Societat d'Autors de Libèria. El 1962 Massaquoi va fundar i va dirigir un programa d'Estudis Africans, que evolucionaria a l'Institut d'Estudis Africans de la Universitat de Libèria.
Durant la seva estada a la universitat, Massaquoi va aconseguir vèncer el requisit que els estudiants adoptessin noms estrangers en lloc de mantenir els de les seves famílies indígenes. Per això, quan es va casar amb Ernest Freeman el 26 de juliol de 1948, va adoptar el nom tribal del seu marit, Fahnbulleh, anomenant-se a ella mateixa Fatima Massaquoi-Fahnbulleh. El seu marit també va canviar el seu nom a Fahnbulleh. Per contribuir al desenvolupament cultural i social de Libèria, va organitzar un seminari el 1962, mitjançant el programa d'estudis africans, per promoure l'estandardització de l'escriptura vai.
Per tal de millorar l'evolució educativa a Libèria, a finals de 1963 i principis de 1964, Massaquoi va passar sis mesos als Estats Units amb una beca d'educació, visitant les escoles de belles arts i els departaments universitaris d'antropologia i sociologia. El 1968, mentre vivia a Monròvia amb la seva filla Vivian Seton i els seus nets, va patir un accident vascular cerebral. Això va empènyer a Seton a aconseguir que les 700 pàgines de l'autobiografia inèdita de la seva mare fossin microfilmades, demanant l'ajuda dels seus companys de la Universitat de Libèria. Massaquoi es va retirar de la universitat l'estiu de 1972, rebent un grau honorari de Doctor en Humanitats. També va ser condecorada com a Gran Comentadora de la Gran Estrella d'Àfrica pel president de Libèria.
Fatima Massaquoi-Fahnbulleh va morir a Monròvia el 26 de novembre de 1978. Després de la seva mort, els seus manuscrits microfilmats van ser descoberts per l'investigador alemany Konrad Tuchscherer mentre feia una altra investigació. Arthur Abraham, un historiador de la Universitat Estatal de Virgínia, Vivian Seton i Tuchscherer van editar la història de les seves primeres experiències a Alemanya i els Estats Units. El llibre, The Autobiography of an African Princess, va ser publicat el 2013 amb bona acollida per part de la crítica. Tamba M'bayo de la Universitat de Virgínia Occidental, va declarar: «Els punts forts d'aquesta autobiografia podrien avaluar-se en dos o més nivells diferents. El primer, el sensible i honest relat de fins i tot les més inquietants experiències personals […] El segon, el gran retrat de la història cultural i etnolingüística de Sierra Leone i Libèria que es revela en l'argument de Fatima. Ric en contingut i ben orquestrat ...».

## Reconeixements
Massaquoi va rebre diversos premis i reconeixements al llarg de la seva vida, tant locals com internacionals. Li va ser atorgat el Bust pel Tricentenari de Molière per part del govern francès, el 1955. L'any 1962 va ser honrada amb l'Ordre del Mèrit de la República Federal d'Alemanya pel president Heinrich Lübke. Després de retirar-se el 1972, li va ser concedit el títol honorari de Doctor en Humanitats per la Universitat de Libèria i va rebre el grau de Gran Comentadora de la Gran Estrella d'Àfrica pel president de Libèria, William R. Tolbert. Quan va morir, se li va fer un homenatge a la Universitat de Libèria. Mary Antoinette Brown-Sherman, que fins a aquell moment era l'única dona d'arreu d'Àfrica que havia estat president d'una universitat, va proclamar: «La seva va ser una vida de dedicació a la nació de Libèria i a l'Educació.».

## Selecció de la seva obra
- Massaquoi, Fatima. The Autobiography of an African Princess.  Palgrave Macmillan, 2013. ISBN 978-1-137-10250-8.
- Massaquoi Fahnbulleh, Fatima; Henries (artist), Doris Banks. Fatu's Experiences: A Liberian First Reader.  Liberian Information Service., 1971.
- Massaquoi-Fahnbulleh, Fatima. Writings and Papers of Fatima Massaquoi-Fahnbulleh.  African Imprint Library Services, 1973.
- Massaquoi, Fatima. The Leopard's Daughter: A Folk Tale from Liberia.  Bruce Humphries, 1961.
- Massaquoi-Fahnbullet, Fatima (1953). "The Seminar on Standardization of the Vai Script." University of Liberia Journal, 3/1, 15–37.